# Hyetussa cribrata
Hyetussa cribrata är en spindelart som först beskrevs av Simon 1901.  Hyetussa cribrata ingår i släktet Hyetussa och familjen hoppspindlar. Inga underarter finns listade i Catalogue of Life.